# Koguma (luchadora)
Koguma (en japonés: コグマ, Koguma) (Tagawa, Fukuoka, 20 de enero de 1998) es una luchadora profesional japonesa, conocida por su paso por la promoción World Wonder Ring Stardom, donde ha sido campeona de los certámenes Goddess of Stardom Championship y High Speed Championship.

## Carrera profesional

### Circuito independiente (2015-presente)
Koguma es conocida por hacer breves apariciones fuera de Stardom. Trabajó en un par de combates para Sendai Girls' Pro Wrestling, uno de ellos el 18 de abril de 2014 en un house show de la promoción en el que hizo equipo con Nanae Takahashi en un esfuerzo perdedor ante Meiko Satomura y Sareee.

### World Wonder Ring Stardom

#### (2013-2015)
Koguma hizo su debut en la lucha libre profesional en el evento del 4 de noviembre de 2013 de Stardom Season 14 Goddesses In Stars, promovido por Stardom, donde desafió sin éxito a Natsuki Taiyo en un combate individual. Continuó haciendo apariciones esporádicas hasta su primera victoria notable en el Stardom Takumi Iroha Triumphant Return del 30 de marzo de 2014, donde ganó una battle royal de 14 personas en la que también participaron Act Yasukawa, Alpha Female, Nanae Takahashi y otras. En la edición de 2014 de la Goddesses of Stardom Tag League, Koguma formó equipo con Miho Wakizawa, colocándose en el Blue Block donde consiguieron un total de dos puntos tras enfrentarse a Hatsuhinode Kamen y Kaori Yoneyama, Io Shirai y Mayu Iwatani, y Mystique y Star Fire.
Koguma cedió el High Speed Championship en el Stardom Gold 2015 del 17 de mayo, enfrentamiento que representó su último combate antes de su retiro temporal de la lucha libre profesional.

#### (2021-presente)
Koguma regresó a la lucha libre profesional tras un paréntesis de seis años en el 10th Anniversary of Stardom, el 3 de marzo de 2021, donde participó en un combate All-Star de 24 mujeres de Stardom en el que también participaron superestrellas del pasado de la promoción como Chigusa Nagayo, Kyoko Inoue, Yuzuki Aikawa o Bea Priestley. En la segunda noche del Stardom Cinderella Tournament 2021 del 14 de mayo, Koguma hizo su regreso oficial al ring, salvando a Mayu Iwatani de un ataque realizado por Oedo Tai después de que ésta cayera ante Himeka en los cuartos de final del torneo. Más tarde se supo que se había unido al stable STARS.
En la tercera noche del torneo, a partir del 12 de junio, Koguma formó equipo con sus compañeras Mayu Iwatani, Starlight Kid, Hanan y Rin Kadokura, perdiendo ante las de Oedo Tai (Natsuko Tora, Konami, Fukigen Death, Ruaka y Saki Kashima) en un combate por equipos de eliminación de diez mujeres en el que Starlight Kid fue eliminada en último lugar y se vio obligada a unirse a Oedo Tai. En el Yokohama Dream Cinderella 2021, celebrado en verano, el 4 de julio, formó equipo con su compañera Mayu Iwatani y desafió sin éxito a Alto Livello Kabaliwan (Giulia y Syuri) por el Goddess of Stardom Championship.

## Campeonatos y logros
- World Wonder Ring Stardom
  - High Speed Championship (1 vez)[11]
  - Goddess of Stardom Championship (1 vez) – con Hazuki
  - Artist of Stardom Championship (1 vez) – con Chelsea y Kairi Hojo[12]
  - Goddesses of Stardom Tag League (2021) – con Hazuki
  - Stardom Year-End Award (1 vez)
    - Fighting Spirit Award (2014)